# Ruditapes
Ruditapes es un género de moluscos bivalvos de agua salada pertenecientes a la familia de los venéridos o almejas de Venus.

## Especies[1]
- Ruditapes aureus.
- Ruditapes bruguieri.
- Ruditapes decussata.
- Ruditapes decussatus - Almeja fina
- Ruditapes japonica.
- Ruditapes largillierti.
- Ruditapes philippinarum - Almeja japonesa
- Ruditapes semidecussata.
- Ruditapes variegata.
- Ruditapes variegatus.